# Plantacja sosnowa
Plantacja sosnowa – określenie potoczne, stosowane obecnie w odniesieniu do plantacji nasiennej sosny.
Nazwy tej używano także w stosunku do plantacji drzew szybko rosnących, na których próbowano intensywnie uprawiać sosny. Sosny posadzone na gruncie porolnym początkowo przyrastają bardzo szybko, co jest związane z dużą ilością łatwo przyswajalnego azotu. Mniej więcej po 20-30 latach prowadzenia plantacji tego typu w glebie zaczyna brakować potasu. Drzewa stają się bardziej podatne na choroby igieł i pędów (niedostateczne drewnienie i wrażliwość na skokowe zmiany temperatur). W połączeniu z podatnością tego typu jednogatunkowej uprawy na choroby i szkodniki powodowało to znaczne ubytki w masie drzew, czyli celu produkcyjnym. Dodatkowo plantacje drzew szybko rosnących wymagają zabiegów pielęgnacyjnych jak nawożenia lub pryskania, co ogranicza dochód z plantacji. Z tego powodu zaczęto rezygnować z ich sadzenia, a ich pozostałości stały się z czasem specyficznym lasem gospodarczym, nazywanym w terminologii leśnej tak jak inne lite sośniny – monokulturą sosnową.
Podobieństwo niegdyś stosowanej jednogatunkowej uprawy leśnej oraz kolejnych etapów rozwoju drzewostanu jednogatunkowego do plantacji drzew szybko rosnących jest źródłem wielu polemik oraz krytyki gospodarki leśnej prowadzonej przez część leśników.